# Giorgio Vasari
Giorgio Vasari (n. 30 iulie 1511, Arezzo, Republica Florentină – d. 27 iunie 1574, Florența, Marele Ducat de Toscana), pictor, arhitect și istoric de artă italian, devenit celebru prin lucrarea: "Viețile celor mai renumiți arhitecți, pictori și sculptori italiani, de la Cimabue până în timpurile noastre" ("Vite de' più eccellenti architetti, pittori et scultori italiani, da Cimabue insino a' tempi nostri", 1550 și 1568).

## Viața și opera
Giorgio Vasari se naște la 30 iulie 1511 în Arezzo (Toscana), fiu al lui Antonio Vasari și al Maddalenei Tacci. Își începe ucenicia artistică pe lângă pictorul francez Guillaume Marcillat, autorul compozițiilor pentru vitraliile Domului din Arezzo. În 1524 pleacă la Florența, unde lucrează în atelierul lui Andrea del Sarto și în academia de desen a lui Baccio Bandinelli. Începând cu anul 1529, frecventează împreună cu Francesco Salviati atelierul lui Raffaello da Brescia și ia lecții de oreficerie de la Vittore Ghiberti. Între anii 1536 și 1539 călătorește prin diverse orașe ale Italiei (Roma, Arezzo, Florența, Veneția), realizând o serie de picturi, printre care portretul ducelui Alessandro de' Medici, o compoziție cu Nașterea Domnului pentru schitul din Camaldoli, alegoria pe tema Concepției Imaculate pentru biserica "St. Apostoli" din Florența. 
În anul 1550 apare prima ediție a operei de care este legat renumele lui Vasari: " Vite de' più eccellenti architetti, pittori et scultori italiani da Cimabue insino a' tempi nostri", în care ordonează materialele culese încă din anul 1540 asupra vieții și operelor marilor artiști. În această perioadă face cunoștința lui Michelangelo, care îl sfătuiește să se ocupe și de arhitectură.
În anul 1554 se stabilește la Florența, invitat de ducele Cosimo I de' Medici, care îl angajează pentru lucrări urbanistice și de arhitectură. Începe cu restructurarea vechiului palat ("Palazzo Vecchio"), continuă apoi cu construcția clădirii administrative "Palazzo degli Uffizi", care va fi terminată abia în 1580, după moartea sa, și care va deveni mai târziu faimoasa galerie de arte. În 1563 începe grandioasele lucrări de frescă pentru decorarea salonului "di Cinquecento" din Palazzo Vecchio, iar în 1565 trece la construirea așa zisului "Corridoio vasariano" ("Coridorul vasarian"), care unește Palazzo Vecchio cu Palazzo Pitti, traversând râul Arno peste Ponte Vecchio, și care trebuia să servească ca posibilitate de refugiu pentru familia ducală în caz de necesitate. 
În 1568 apare a doua ediție a operei sale capitale de istorie a artei "Vite de' più eccellenti...", îmbogățită cu noi materiale și care constituie până în zilele noastre o sursă indispensabilă de documentare în acest domeniu.
În anul 1570 a fost chemat la Roma de papa Pius al V-lea, unde a pictat trei capele din palatul Vaticanului: Capella di San Michele, San Pietro Martire și Santo Stefano. În 1573, prepară desenele pentru decorarea cupolei Domului din Florența, realizată de arhitectul Filippo Brunelleschi. În vârstă de 63 de ani, Giorgio Vasari moare în ziua de 27 iunie 1574 în Florența. Casa sa din Arezzo este astăzi un muzeu dedicat vieții și operei sale.

## Galerie de imagini

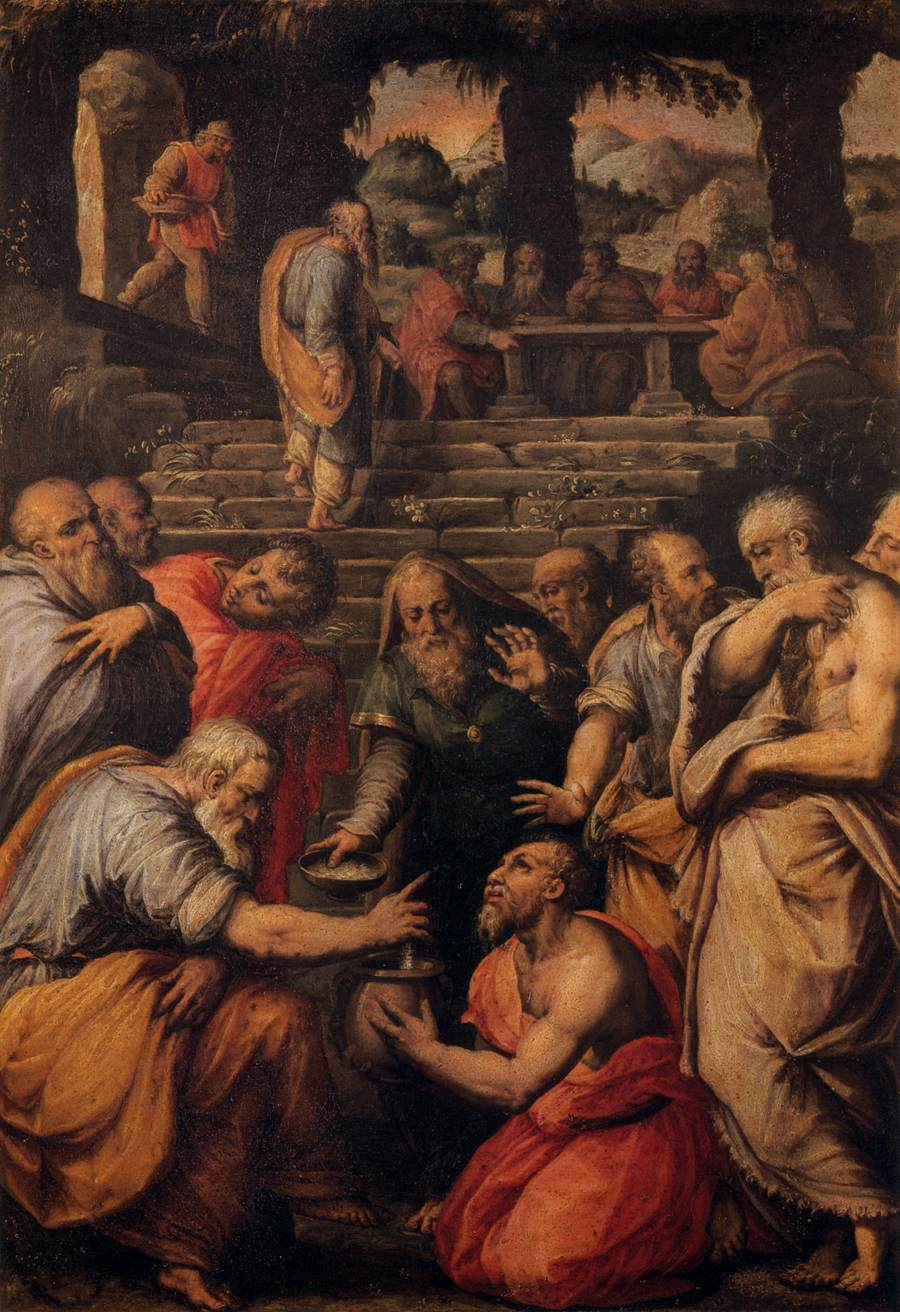
Giorgio Vasari: Prorocul Elisei, 1566 - Galleria degli Uffizi, Florența
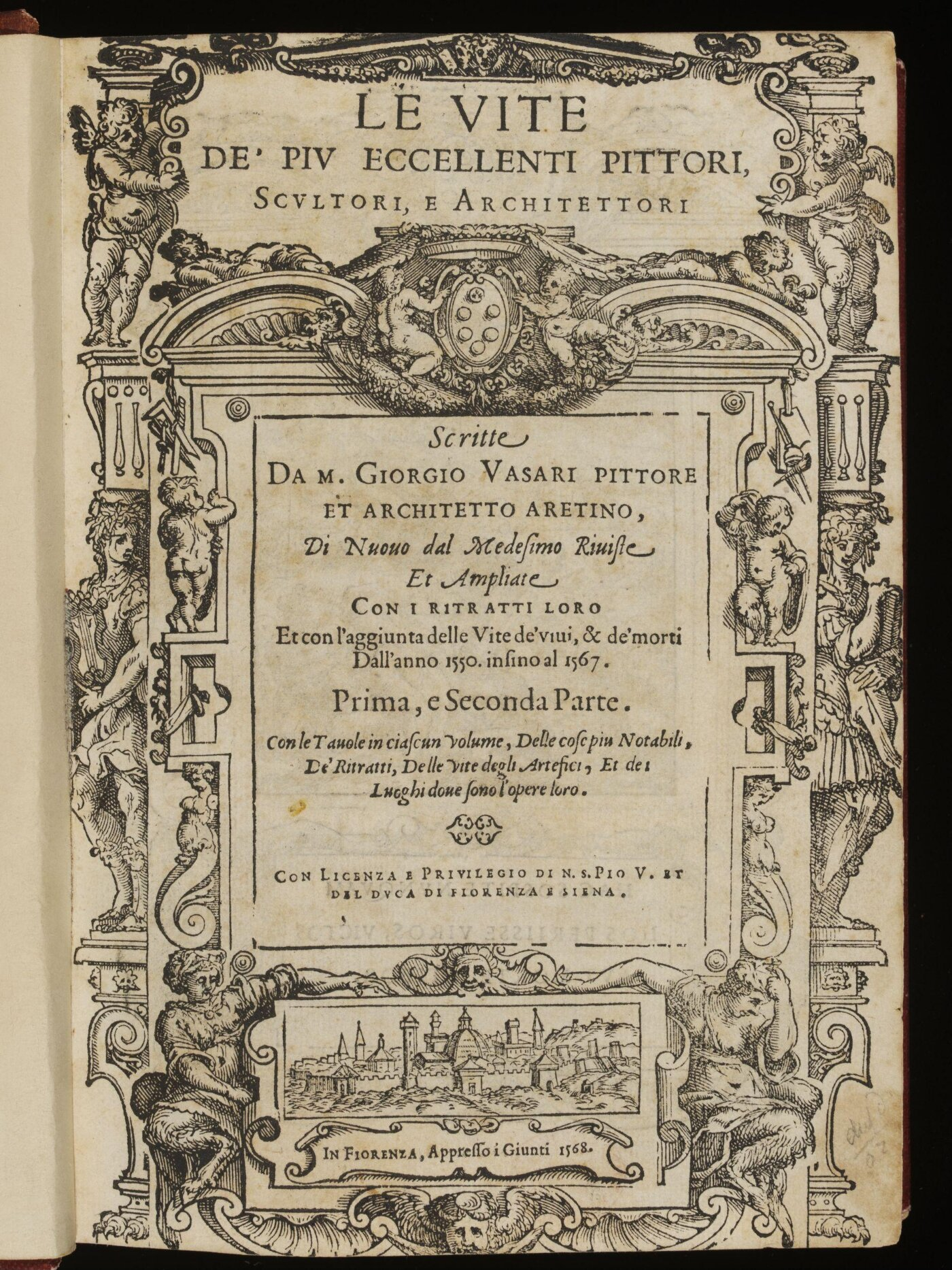
Coperta cărţii Vite de' più eccellenti architetti, pittori et scultori italiani..., ediţia 1568
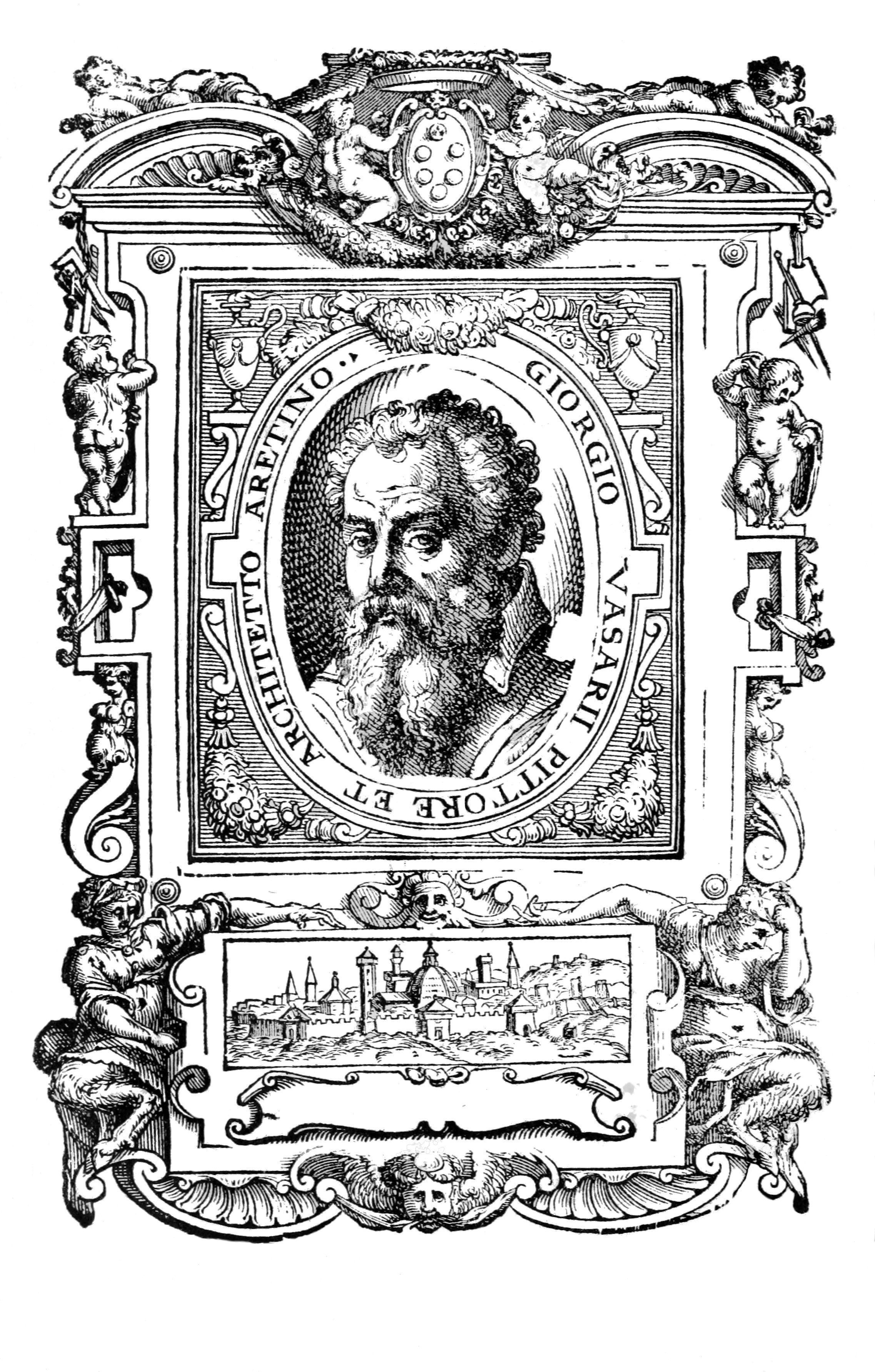
Prima pagină a propriei sale biografii